# Santa Cruz Tutiahua
Santa Cruz Tutiahua är en ort i Mexiko.   Den ligger i kommunen Santa María Zacatepec och delstaten Oaxaca, i den sydöstra delen av landet, 300 km söder om huvudstaden Mexico City. Santa Cruz Tutiahua ligger 759 meter över havet och antalet invånare är 644.
Terrängen runt Santa Cruz Tutiahua är lite bergig. Runt Santa Cruz Tutiahua är det ganska glesbefolkat, med 27 invånare per kvadratkilometer. Närmaste större samhälle är Santa María Zacatepec, 8,4 km väster om Santa Cruz Tutiahua. I omgivningarna runt Santa Cruz Tutiahua växer i huvudsak städsegrön lövskog.